# Die chemische Fabrik
Die chemische Fabrik – Untertitel Aufbau, Baustoffe und Verfahren, Werksanlagen der chemischen und verwandten Industrien. Zentralorgan des Chemikers, Ingenieurs und Kaufmanns – war eine Fachzeitschrift für das Führungspersonal Chemischer Fabriken. Das Blatt wurde 1926 von dem Chemiker und Unternehmer Max Buchner gegründet und ab 1928 von dessen Schwiegersohn Wilhelm Eduard Paul Bachmann redigiert.

## Geschichte
Herausgeber der im Verlag Chemie mit Sitz in Berlin ab 1927 bis 1941 nachgewiesenen Zeitschrift war der Verein Deutscher Chemiker in Kooperation mit der Deutschen Gesellschaft für Chemisches Apparatewesen (Dechema).
Die chemische Fabrik wurde von 1928 bis 1930 auch in Kommission durch den in Leipzig ansässigen Verlag Haessel vertrieben. Das Blatt stand in Beziehung zu verschiedenen Zeitschriften des Vereins Deutscher Chemiker, war beispielsweise 1927 eine Beilage zur Zeitschrift für angewandte Chemie. Zudem enthielt das Blatt selbst Beilagen wie etwa die Schriften Deutsche Patentanmeldungen oder die von der Deutschen Gesellschaft für Chemisches Apparatewesen herausgegebenen Dechema-Werkstoffblätter und den Dechema-Werkstoffbericht.
Die chemische Fabrik wurde später durch den Titel Die chemische Technik ersetzt. Aktueller Nachfolgetitel ist Chemie Ingenieur Technik.